# Lista de secretários de Defesa dos Estados Unidos

Selo do Departamento de Defesa.

O cargo de Secretário de Defesa dos Estados Unidos já foi ocupado por 27 pessoas diferentes, com o primeiro sendo James Forrestal e o mais recente Lloyd Austin, atualmente em exercício. O Secretário de Defesa é nomeado pelo Presidente dos Estados Unidos com a aprovação do Senado, fazendo parte do Gabinete Presidencial e do Conselho de Segurança Nacional.
De acordo com a Constituição, o Secretário de Defesa é o principal conselheiro do presidente para assuntos de segurança e defesa, além do chefe do Departamento de Defesa, criado pelo Decreto de Segurança Nacional de 1947. Tem poder sobre todas as Forças Armadas (Exército, Marinha, Força Aérea e Fuzileiros Navais), estando abaixo apenas do presidente nesta questão, exercendo comando e controle para fins administrativos e operacionais. O secretário também deve enviar relatórios anuais ao presidente e ao Congresso sobre os gastos, trabalhos e realizações de seu departamento e das forças armadas, descrever missões militares e suas justificativas, e manter informados todos os departamentos militares sobre as operações e atividades que possam constituir um risco aos Estados Unidos.
De todos os Secretários de Defesa, Donald Rumsfeld é o único que ocupou o cargo em duas ocasiões diferentes; primeiro de 1975 a 1977 durante a presidência de Gerald Ford, e depois de 2001 a 2006 sob George W. Bush. Robert McNamara foi quem ocupou o cargo por mais tempo: sete anos de 1961 a 1968 com os presidentes John F. Kennedy e Lyndon B. Johnson. Elliot Richardson foi quem teve o mandato mais curto com pouco menos de quatro meses em 1973 sob Richard Nixon.

## Secretários de Defesa
Legenda:
     Partido Democrata      Partido Republicano      Sem partido
| Nº | Secretário de Defesa | Secretário de Defesa | Início do mandato       | Fim do mandato          | Partido     | Presidente           | Ref    |
| -- | -------------------- | -------------------- | ----------------------- | ----------------------- | ----------- | -------------------- | ------ |
| 1  |                      | James Forrestal      | 19 de setembro de 1947  | 19 de março de 1949     | Democrata   | Harry S. Truman      | [ 6 ]  |
| 2  |                      | Louis A. Johnson     | 28 de março de 1949     | 19 de setembro de 1950  | Democrata   | Harry S. Truman      | [ 7 ]  |
| 3  |                      | George Marshall      | 19 de setembro de 1950  | 19 de setembro de 1951  | Sem partido | Harry S. Truman      | [ 8 ]  |
| 4  |                      | Robert A. Lovett     | 19 de setembro de 1951  | 20 de janeiro de 1953   | Republicano | Harry S. Truman      | [ 9 ]  |
| 5  |                      | Charles Erwin Wilson | 20 de janeiro de 1953   | 8 de outubro de 1957    | Republicano | Dwight D. Eisenhower | [ 10 ] |
| 6  |                      | Neil H. McElroy      | 9 de outubro de 1957    | 1 de dezembro de 1959   | Republicano | Dwight D. Eisenhower | [ 11 ] |
| 7  |                      | Thomas S. Gates      | 2 de dezembro de 1959   | 20 de janeiro de 1961   | Republicano | Dwight D. Eisenhower | [ 12 ] |
| 8  |                      | Robert McNamara      | 21 de janeiro de 1961   | 29 de fevereiro de 1968 | Republicano | John F. Kennedy      | [ 4 ]  |
| 8  | Lyndon B. Johnson    | Robert McNamara      | 21 de janeiro de 1961   | 29 de fevereiro de 1968 | Republicano |                      | [ 4 ]  |
| 9  |                      | Clark Clifford       | 1 de março de 1968      | 20 de janeiro de 1969   | Democrata   | [ 13 ]               |        |
| 10 |                      | Melvin Laird         | 22 de janeiro de 1969   | 29 de janeiro de 1973   | Republicano | Richard Nixon        | [ 14 ] |
| 11 |                      | Elliot Richardson    | 30 de janeiro de 1973   | 24 de maio de 1973      | Republicano | Richard Nixon        | [ 5 ]  |
| 12 |                      | James R. Schlesinger | 2 de julho de 1973      | 19 de novembro de 1975  | Republicano | Richard Nixon        | [ 15 ] |
| 12 | Gerald Ford          | James R. Schlesinger | 2 de julho de 1973      | 19 de novembro de 1975  | Republicano |                      | [ 15 ] |
| 13 |                      | Donald Rumsfeld      | 20 de novembro de 1975  | 20 de janeiro de 1977   | Republicano | [ 3 ]                |        |
| 14 |                      | Harold Brown         | 21 de janeiro de 1977   | 20 de janeiro de 1981   | Sem partido | Jimmy Carter         | [ 16 ] |
| 15 |                      | Caspar Weinberger    | 21 de janeiro de 1981   | 23 de novembro de 1987  | Republicano | Ronald Reagan        | [ 17 ] |
| 16 |                      | Frank Carlucci       | 23 de novembro de 1987  | 20 de janeiro de 1989   | Republicano | Ronald Reagan        | [ 18 ] |
| 17 |                      | Dick Cheney          | 21 de março de 1989     | 20 de janeiro de 1993   | Republicano | George H. W. Bush    | [ 19 ] |
| 18 |                      | Les Aspin            | 21 de janeiro de 1993   | 3 de fevereiro de 1994  | Democrata   | Bill Clinton         | [ 20 ] |
| 19 |                      | William Perry        | 3 de fevereiro de 1994  | 24 de janeiro de 1997   | Sem partido | Bill Clinton         | [ 21 ] |
| 20 |                      | William Cohen        | 24 de janeiro de 1997   | 20 de janeiro de 2001   | Republicano | Bill Clinton         | [ 22 ] |
| 21 |                      | Donald Rumsfeld      | 20 de janeiro de 2001   | 18 de dezembro de 2006  | Republicano | George W. Bush       | [ 3 ]  |
| 22 |                      | Robert Gates         | 18 de dezembro de 2006  | 1 de julho de 2011      | Republicano | George W. Bush       | [ 23 ] |
| 22 | Barack Obama         | Robert Gates         | 18 de dezembro de 2006  | 1 de julho de 2011      | Republicano |                      | [ 23 ] |
| 23 |                      | Leon Panetta         | 1 de julho de 2011      | 27 de fevereiro de 2013 | Democrata   | [ 24 ]               |        |
| 24 |                      | Chuck Hagel          | 27 de fevereiro de 2013 | 17 de fevereiro de 2015 | Republicano | [ 25 ]               |        |
| 25 |                      | Ashton Carter        | 17 de fevereiro de 2015 | 20 de janeiro de 2017   | Democrata   | [ 26 ]               |        |
| 26 |                      | James Mattis         | 20 de janeiro de 2017   | 2 de janeiro de 2019    | Sem partido | Donald Trump         | [ 27 ] |
| 27 |                      | Mark Esper           | 23 de julho de 2019     | 9 de novembro de 2020   | Republicano | Donald Trump         | [ 28 ] |
| 28 |                      | Lloyd Austin         | 22 de janeiro de 2021   | 20 de janeiro de 2025   | Sem partido | Joe Biden            | [ 29 ] |
| 29 |                      | Pete Hegseth         | 25 de janeiro de 2025   | em exercício            | Republicano | Donald Trump         | [ 30 ] |